# Semana de la Moda de Londres
La Semana de la Moda de Londres  o en inglés conocida como London Fashion Week es un evento de moda realizado en Londres dos veces al año, en febrero y en septiembre. Es uno de los Cuatro Grandes Fashion Week, junto con el New York Fashion Week, Milán Fashion Week y el París Fashion Week.

## Organización
Organizado por el British Fashion Council (BFC) y por la Agencia de Desarrollo en Londres con ayuda del Departamento para Negocios Innovación y Habilidades. El primer London Fashion Week fue en 1984. Se considera, junto con los de Nueva York, París y Milán como uno de los "Cuatro Grandes"  Fashion Week. Se presenta a sí mismo para los fundadores como un evento que también atrae la atención de la prensa y como beneficio para los contribuyentes. También es posible obtener un patrocinio de Mercedes-Benz, una marca de automóviles conocida mundialmente y firma de la peluquería Toni & Guy. Afirman que cuenta con más de 5,000 asistentes entre prensa y compradores, y se estiman órdenes de £40 millones o £100 millones. Un evento de venta al por menor, el London Fashion Weekend, tiene lugar inmediatamente después en el mismo lugar y es abierto al público en general.
Se estima que la industria de moda en el Reino Unido proporciona 797.000 trabajos (fuente: Oxford Economics 2014). Esto disminuye el 2,3% para el 2009.
La sede actual de la mayoría de los eventos programados es Somerset House en el centro de Londres donde una gran carpa en el patio central alberga una serie de desfiles de los mejores diseñadores y casas de moda, mientras una exhibición, alojado dentro del Somerset House mismo,  muestra más de 150 diseños. Sin embargo, muchos eventos no programados, como el Vauxhall Fashion Scout and On|Off, son organizados por otros grupos privados de fundadores y toman lugar en otros lugares en el centro de Londres.

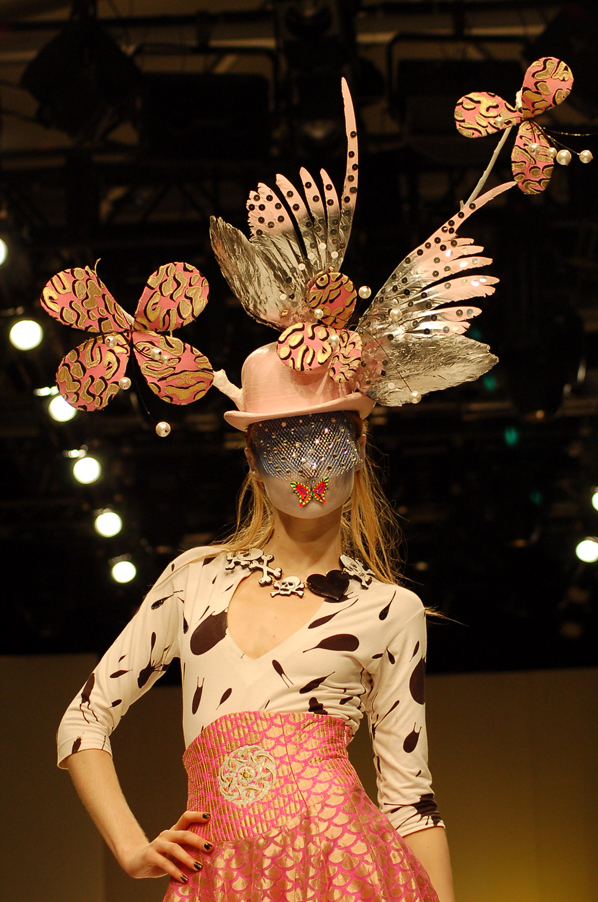
Manish Arora pasarela en LFW 2006

## Transmisión en vivo
En el verano de 2012, el London Fashion Week se convirtió en el primer fashion week que abrazaba completamente los medios digitales cuando ofreció a todos los diseñadores que estaban mostrando sus colecciones en la pasarela en el Somerset House la oportunidad de emitir sus shows en vivo por internet. La transmisión puede ser vista desde la página de internet del London Fashion Week.

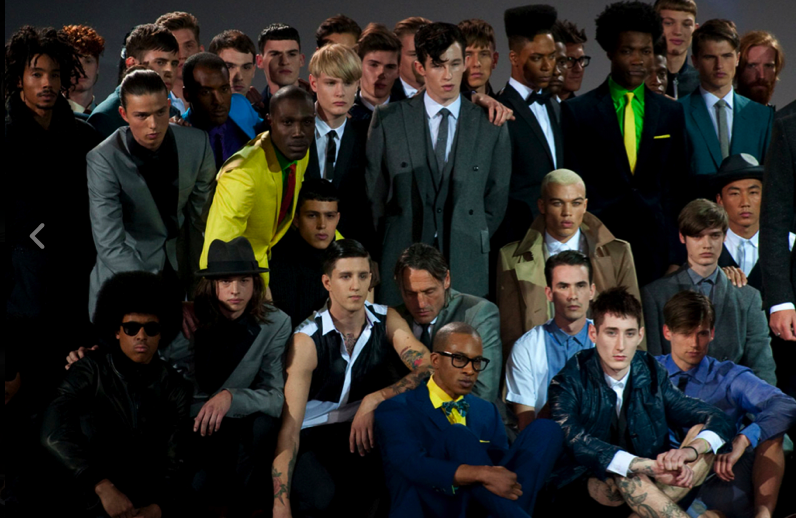
Modelos en el Ozwald Boateng show, 2010

## Londres colección para hombres
En verano del 2012, por primera vez, Londres introdujo la colección para hombre, en adición a los shows de colección en primavera/verano y otoño/invierno.